# ملا جعفرلی
ملا جعفرلی (به لاتین: Mollacəfərli) یک منطقه مسکونی در جمهوری آذربایجان است که در شهرستان آغ‌استفا واقع شده‌است.